# Dieter Attern
Dieter Attern (* 27. Mai 1923; † 22. Dezember 2021) war ein deutscher Fußballspieler und -trainer. Der Rechtsaußen absolvierte in der Saison 1947/48 und von 1951 bis 1955 in der seinerzeit erstklassigen Oberliga West für die Vereine VfL Bochum (51), STV Horst-Emscher (36) und VfL Witten (21) insgesamt 108 Ligaspiele und erzielte dabei 27 Tore.

## Laufbahn
Das erste Oberliga-Spiel bestritt Attern am 14. September 1947 beim VfR Köln. Witten und Köln trennten sich nach Toren von Heinrich Becker und Alfred Bender mit 1:1. Witten belegte am Ende der Saison den letzten Tabellenplatz und stieg in die Landesliga Westfalen ab. In der Saison 1948/49 wurden die Wittener Meister ihrer Landesligastaffel und trafen in der Endrunde um die Westfalenmeisterschaft auf Arminia Bielefeld und die SpVgg Herten. Nachdem die Runde mit einem Patt geendet hatte, wurde eine Wiederholungsrunde angesetzt. Nach einer 0:1-Niederlage gegen Bielefeld in Münster stieg die Arminia auf. Die Wittener spielten in der 2. Oberliga West weiter, in der der Verein in der Saison 1949/50 den elften Platz belegte. Aus finanziellen Gründen wurde dem VfL jedoch die Lizenz entzogen und die Mannschaft musste in die Landesliga zwangsabsteigen. Zur Oberliga-Saison 1951/52 wechselte Attern zum STV Horst-Emscher und im Sommer 1953 zum VfL Bochum. Atterns letztes Oberligaspiel war am letzten Spieltag der Runde 1954/55, dem 1. Mai 1955, bei der Bochumer 0:1-Niederlage im Auswärtsspiel gegen Fortuna Düsseldorf. Nach einem Foul von Erich Juskowiak verletzte sich Attern so schwer, dass er seine aktive Laufbahn beenden musste.
Als Trainer stieg Attern mit dem Wittener FC 92 1962 in die Bezirksliga auf. Mit den A-Junioren des VfL Bochum gewann Attern 1969 die erste Auflage der Deutschen A-Junioren-Meisterschaft.

## Statistik
- 2. Oberliga West

| Einsätze | Tore | Saison  | Verein             |
| -------- | ---- | ------- | ------------------ |
| 11       | 0    | 1949/50 | VfL Witten00000000 |
| 11       | 0    | gesamt  | gesamt             |

- Oberliga West

| Einsätze | Tore | Saison  | Verein            |
| -------- | ---- | ------- | ----------------- |
| 21       | 7    | 1947/48 | VfL Witten        |
| 14       | 2    | 1951/52 | STV Horst-Emscher |
| 22       | 6    | 1952/53 | STV Horst-Emscher |
| 26       | 9    | 1953/54 | VfL Bochum        |
| 25       | 3    | 1954/55 | VfL Bochum        |
| 108      | 27   | gesamt  | gesamt            |